# Letteguives
Letteguives – miejscowość i gmina we Francji, w regionie Normandia, w departamencie Eure.
Według danych na rok 1990 gminę zamieszkiwało 187 osób, a gęstość zaludnienia wynosiła 46 osób/km² (wśród 1421 gmin Górnej Normandii Letteguives plasuje się na 714 miejscu pod względem liczby ludności, natomiast pod względem powierzchni na miejscu 765).